# Monterosso Almo
Monterosso Almo är en ort och kommun i kommunala konsortiet Ragusa, innan 2015 provinsen Ragusa, i regionen Sicilien i sydvästra Italien. Kommunen hade 2 953 invånare (2017).